# Абляметов, Арсен Шавкатович
Арсе́н Шавка́тович Абляме́тов (укр. Арсен Шавкатович Абляметов; род. 10 августа 1984) — украинский футболист, полузащитник клуба «ТСК-Таврия».

## Биография

### Клубная карьера
Воспитанник симферопольской «Таврии». Летом 2004 года попал в дубль «Таврии». В основной команде сыграл один матч 4 октября 2004 года против днепропетровского «Днепра» (3:1), Абляметов вышел на 72 минуте вместо Дениса Смирнова. Летом 2005 года был отдан в аренду ялтинскому «Ялосу». В команде провёл 13 матчей и забил 1 гол (мелитопольскому «Олкому») во Второй лиге. Вместе с командой дошёл до 1/16 Кубка Украины где «Ялос» уступил в дополнительное время мариупольскому «Ильичёвцу» (0:1). В кубке Арсен провёл все 3 матча в основе. Первую половину сезона 2006/07 провёл на правах аренды в красноперекопском «Химике».
В феврале 2007 года перешёл в «Крымтеплицу» из Молодёжного, подписав двухлетний контракт. В команде дебютировал 20 марта 2007 года в выездном матче против киевского ЦСКА (0:1), Арсен вышел на 76 минуте вместо Виталия Саранчукова.
Летом 2015 года стал игроком симферопольского ТСК. После присоединения Крыма к России принял российское гражданство.

### Карьера в сборной
Абляметов был включён в состав сборной крымских татар на турнир ELF Cup на Северном Кипре в 2006 году тренером Рустемом Бекировым. Этот турнир для сборных членов NF-Board. В группе крымские татары заняли 2 место уступив Северному Кипру и опередив Таджикистан и Тибет. В полуфинале крымские татары обыграли в дополнительное время члена ФИФА Кыргызстан (3:2), Абляметов забил гол с пенальти на 94 минуте. В финале крымские татары проиграли Северному Кипру (1:3).

## Личная жизнь
Его младший брат Мустафа (1989) также профессиональный футболист, он выступал за киевский ЦСКА, «Севастополь» и «Титан» из Армянска.